# Polish Open 2022
Die Polish Open 2022 im Badminton fanden vom 24. bis zum 27. März 2022 in Arłamów statt.

## Sieger und Platzierte
| Disziplin    | Gold                         | Silber                          | Bronze                                     |
| ------------ | ---------------------------- | ------------------------------- | ------------------------------------------ |
| Herreneinzel | Kiran George                 | Lee Chia-hao                    | Danylo Bosniuk                             |
| Herreneinzel | Kiran George                 | Lee Chia-hao                    | Lim Chong King                             |
| Dameneinzel  | Anupama Upadhyaya            | Aditi Bhatt                     | Rachel Chan                                |
| Dameneinzel  | Anupama Upadhyaya            | Aditi Bhatt                     | Tasnim Mir                                 |
| Herrendoppel | Rasmus Kjær Frederik Søgaard | Su Ching-heng Ye Hong-wei       | Ondřej Král Adam Mendrek                   |
| Herrendoppel | Rasmus Kjær Frederik Søgaard | Su Ching-heng Ye Hong-wei       | P. S. Ravikrishna Sankar Prasad Udayakumar |
| Damendoppel  | Yeung Nga Ting Yeung Pui Lam | Lee Chia-hsin Teng Chun-hsun    | Martina Corsini Judith Mair                |
| Damendoppel  | Yeung Nga Ting Yeung Pui Lam | Lee Chia-hsin Teng Chun-hsun    | Maryja Stoljarenko Yelyzaveta Zharka       |
| Mixed        | Ye Hong-wei Lee Chia-hsin    | Paweł Śmiłowski Wiktoria Adamek | Miha Ivančič Nika Arih                     |
| Mixed        | Ye Hong-wei Lee Chia-hsin    | Paweł Śmiłowski Wiktoria Adamek | Yeung Ming Nok Yeung Pui Lam               |